# Bob, a mester
A Bob, a mester (eredeti cím: Bob the Builder) brit televíziós stop-motion. Az Egyesült Királyságban a CBeebies, Magyarországon a JimJam, az M2 és a Minimax tűzte műsorra.
Az Egyesült Királyságban a Channel 5 csatornán 2015. szeptember 1-jén mutatták be a reboot sorozatot, amely eredetileg 2018. december 30-án ért véget, összesen 3 évaddal és 130 epizóddal, bár az ismétléseket még hétvégenként sugározzák.

## Ismertető
Bob egy ezermester, aki segít megjavítani bármit amit kell. Segítségül munkagépei segítik akik akár építeni, kiásni, helyrehozni szoktak ha úgy adja a helyzet.

## Szereplők
- Bob – Kerekes József
- Makrela
- Sandy Beach – ?
- Csipisz
- Wendy – Németh Kriszta
- Piff – Bolla Róbert
- Márkus – ?
- Colos – ?
- Tódor – ?
- Guri – ?
- Trixi – Haffner Anikó
- Muki – ?

## Epizódok
Bővebben: A Bob, a mester epizódjainak listája